# Ahmad Tavakkoli
Ahmad Tavakkoli (en persan : احمد توکلی , né le 5 mars 1951 à Behchahr (Mazandaran) et mort le 23 juillet 2025 à  Téhéran) est un homme politique populiste conservateur iranien, journaliste et militant anti-corruption. Il est directeur général du site d'actualités Alef  et fondateur de l'organisme de surveillance de la corruption.  
Ahmad Tavakkoli est l'ancien représentant de la circonscription électorale de Téhéran, Rey, Shemiranat et Eslamshahr au Parlement et le directeur du Majlis Research Center.

## Biographie
Ahmad Tavakkoli est le cousin des frères Larijani, dont Ali Larijani et Mohammad Javad Larijani. 

### Carrière
Ahmad Tavakkoli est ministre du Travail sous la direction de Mir-Hossein Mousavi, représentant du Parlement de Behshahr, et candidat à la présidence à deux des élections présidentielles en Iran (contre Ali Akbar Hashemi Rafsanjani et Mohammad Khatami).  
Ahmad Tavakkoli quitte temporairement la politique après que les oppositions de gauche l'aient forcé à quitter le ministère du Travail. 
Il fonde Resalat, un journal conservateur, puis quitte l'Iran pour étudier l'économie au Royaume-Uni, où il obtient son doctorat. 

### Convictions
Ahmad Tavakkoli est critique de l'économie capitaliste et il soutient le rôle du gouvernement dans le contrôle de l'économie. 
Ahmad Tavakkoli est également un critique acharné du président Ahmadinejad. Le 2 mars 2011, le bureau de Téhéran du PBS a rapporté que Tavakkoli avait critiqué le président de l'époque pour n'avoir mentionné que l'Iran et non l'islam dans de récents discours. 

### Mort
Ahmad Tavakoli est décédé le 23 juillet 2025 (calendrier persan : 18 août 1404) à l'âge de 74 ans. Il a été hospitalisé dans l'unité de soins intensifs d'un hôpital de Téhéran. Il aurait souffert de la maladie de Parkinson.[réf. nécessaire]